# Perafort
Perafort település Spanyolországban, Tarragona tartományban. Perafort Alcover, El Rourell, Vilallonga del Camp, El Morell, La Pobla de Mafumet, Constantí, La Selva del Camp, Els Garidells, La Secuita és Els Pallaresos községekkel határos. Lakosainak száma 1308 fő (2024).

## Népesség
A település népessége az elmúlt években az alábbi módon változott:
| Lakosok száma | 163  | 576  | 506  | 493  | 498  | 741  | 1154 | 1287 | 1261 | 1308 |
|               | 1717 | 1887 | 1936 | 1960 | 1986 | 2004 | 2009 | 2014 | 2019 | 2024 |